# Al-Muizz Izz ad-Dîn Aybak
Pour les articles homonymes, voir Aybak.
Aybak ou Al-Mu`izz `Izz ad-Dîn 'Aybak est le premier sultan mamelouk d'Égypte. Il est mort en 1257. D'origine turque il fonde la dynastie des Mamelouks bahrites. Son règne dure de 1250 à 1257.

## Biographie
En novembre 1249, après la prise de Damiette par le roi de France saint Louis, le sultan ayyoubide d'Égypte Malik al-Salih Ayyoub meurt. L’héritier désigné est en Anatolie dans la région de Diyarbakır. Chajar ad-Durr la concubine favorite de Al-Salih Ayyoub prend les choses en main. Elle commence par tenir secrète la mort du sultan et faire signer les actes officiels par un esclave qui sait imiter la signature du défunt sultan. Quand la mort du sultan finit par s’ébruiter, elle organise une régence et annonce que le sultan avait désigné Tûrân Châh pour lui succéder, en réalité Al-Salih Ayyoub avait remis l’empire au calife abbasside de Bagdad.
En février 1250, Tûrân Châh est accueilli au Caire comme souverain. Dans le même temps, les croisés menés par saint Louis partent de Damiette à la conquête du Caire. L’émir Baybars à la tête des armées égyptiennes arrête leur avance à la bataille de Mansourah au cours de laquelle saint Louis est fait prisonnier (11 février 1250). Une deuxième bataille a lieu à bataille de Fariskur qui consacre la défaite des croisés et la gloire de l’émir Baybars (6 avril 1250).
À ce moment, Tûrân Châh commet l’erreur de déposséder les Mamelouks de leurs fiefs. Ceux-ci, Baybars en tête, le tuent au cours d’un banquet qu’il donnait pour fêter la victoire et désignent Chajar ad-Durr comme souveraine. Cette nomination provoque des réactions hostiles. Chajar ad-Durr nomme alors l'émir Aybak comme atabeg, puis elle l’épouse. C'est grâce ce mariage qu'Aybak devient sultan. Cependant c’est toujours son épouse qui continue à prendre les décisions qu'il ne fait qu'appliquer. Cette situation lui devient rapidement insupportable. Il envisage de tuer son épouse mais c’est elle qui le fait étrangler dans son bain après une partie de polo. Trois jours après Chajar ad-Durr est assassinée à son tour. Le fils d'Aybak Ali est proclamé sultan, mais comme il n'a que onze ans, c'est l'émir Qutuz qui exerce la régence malgré la concurrence de Baybars. Le 12 novembre 1259, prenant prétexte de sa jeunesse, Qutuz renverse Ali ben Aybak.